# Șnițel vienez
Șnițelul vienez (din germană Wiener Schnitzel, pronunție în germană [ˈvi:nəɾ ˈʃnɪtsəl]) este un preparat culinar făcut dintr-o felie subțire de carne de vițel, bătută cu ciocanul de lemn, trecută succesiv prin făină, ou și pesmet și apoi prăjită în unt, ulei sau untură.

## Istoric

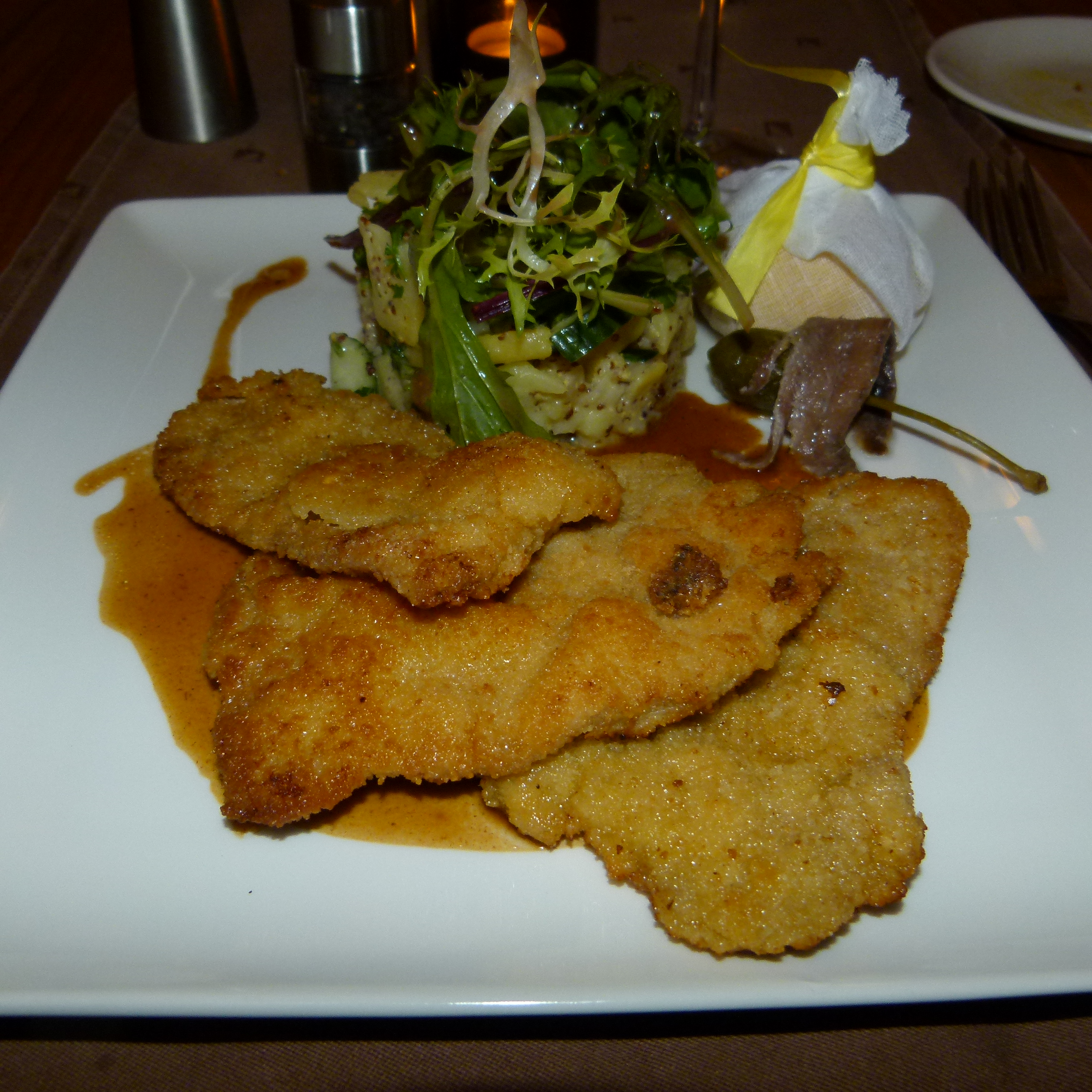
Șnițel vienez cu anșoa și unt

Termenul Wiener Schnitzel a fost inventat în secolul al XIX-lea și poate fi găsit deja în cartea de bucate Allerneuestes allgemeines Kochbuch a Mariei Anna Neudecker din 1831 sub denumirea „Șnițel vienez fäcut din carne de vițel”.
Conform unei legende, feldmareșalul Josef Radetzky ar fi adus rețeta înapoi din Italia în 1857. Probabil contele Alexander von Attems-Heiligenkreuz (1814-1896), pe atunci adjutant de flanc al împăratului Francisc I al Austriei, ar fi transmis un raport de la Radetzky cu privire la situația din Lombardia, menționând și un delicios cotlet de vițel pane într-o notă secundară. După întoarcerea lui Radetzky, domnitorul i-a fi cerut personal rețeta. 
În 2007 însă, lingvistul Heinz-Dieter Pohl (n. 1942) a demonstrat în mod concludent că această poveste a fost inventată. Potrivit lui Pohl, Radetzky a fost asociat cu șnițelul abia în 1969 în ghidul restaurantelor italiene Guida gastronomica d'Italia, care a fost publicat în 1971 sub titlul Italien tafelt auf Deutsch (Italia ia masä pe germană). Probabil, la sfârșitul secolului al XIX-lea, șnițelul preparat în același mod ca Wiener Backhendl (bucăți de pui panați), menționat pentru prima dată într-o carte de bucate în 1719, a fost denumit apoi analog Wiener Schnitzel.

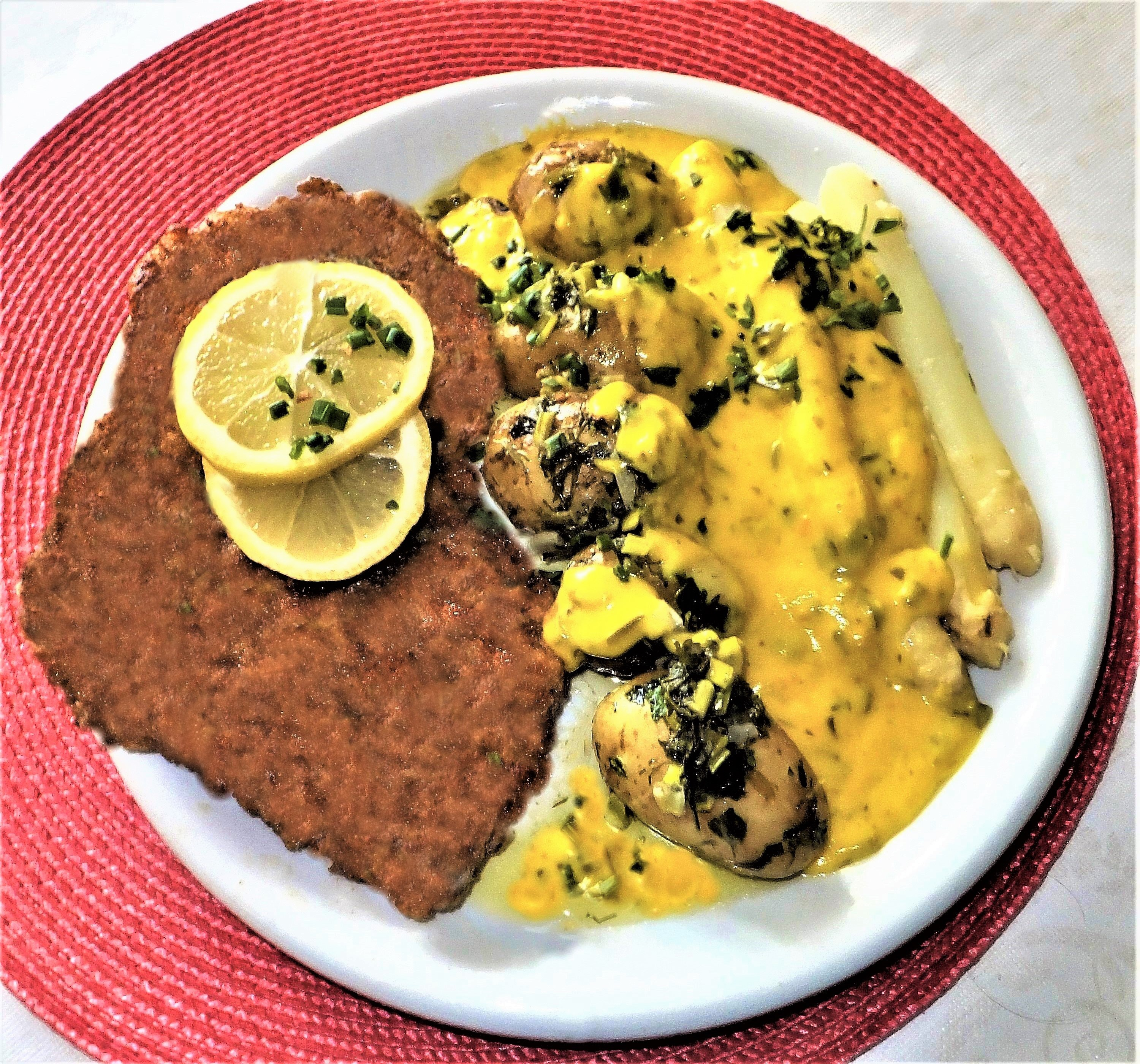
Șnițel vienez cu sparanghel

## Ingrediente
Pentru prepararea șnițelelor vieneze este nevoie de: felii de carne de vițel, făină, ouă bătute, pesmet, sare și piper. Pentru prăjit se folosește cel mai bine unt limpede sau un amestec de ulei (nu de măsline) și unt. În plus, carnea se decorează după terminare cu felii de lămâie, dar, opțional de asemeni cu  anșoa⁠(en)[traduceți] cu capere pe unt.

## Preparare
Șnițelul este preparat din felii de carne de vițel, de aproximativ 4 milimetri, subțiri și ușor zdrobiți, ușor sărate și rostogolite prin făină, ouă bătute și firimituri de pâine. Firimiturile de pâine nu trebuie să fie presate în carne, astfel încât acestea să rămână uscate și crocante. În cele din urmă, șnițelul este prăjit într-o proporție bună de untură sau unt limpede la o temperatură cuprinsă între 160 și 170°C până când este galben auriu.

## Șnițelul originar
Originar, garnitura nu a constat doar din lămâie, ci în plus din anșoauri cu capere pe unt. Această garnitură se trage de la timpul când opțiunile de răcire care există astăzi nu existau. De aceea, pentru a acoperi gustul propriu al cărnii, lămâia a fost folosită pentru prospețime, untul pentru îmbunătățirea gustului și caperele cu anșoaurile drept condiment.

## Mâncăruri similare
O variantă populară este făcută din carne de porc în loc de vițel. Pentru a evita inducerea în eroare a consumatorului prin simularea unui produs de calitate superioară, orientările alimentare de exemplu austriece și germane prevăd că un produs numit Wiener Schnitzel trebuie să fie format din carne de vițel. Pentru varianta de porc au fost stabilite denumirile Schnitzel Wiener Art (Șnițel în mod vienez) sau Wiener Schnitzel vom Schwein (Șnițel din carne de porc).
În mod asemănător se prepară pe lângă Cotoletta alla milanese sau Piccata milanese (cotlet respectiv șnițel, de vițel prăjit numai în unt, adesea cu brânză Parmezan sau Pecorino⁠(it)[traduceți] în panadă), șnițelul Cordon bleu umplut și șnițelul parizian care se prepară în mod similar, dar doar cu ou și făină, fără pesmet.

## Galerie de imagini

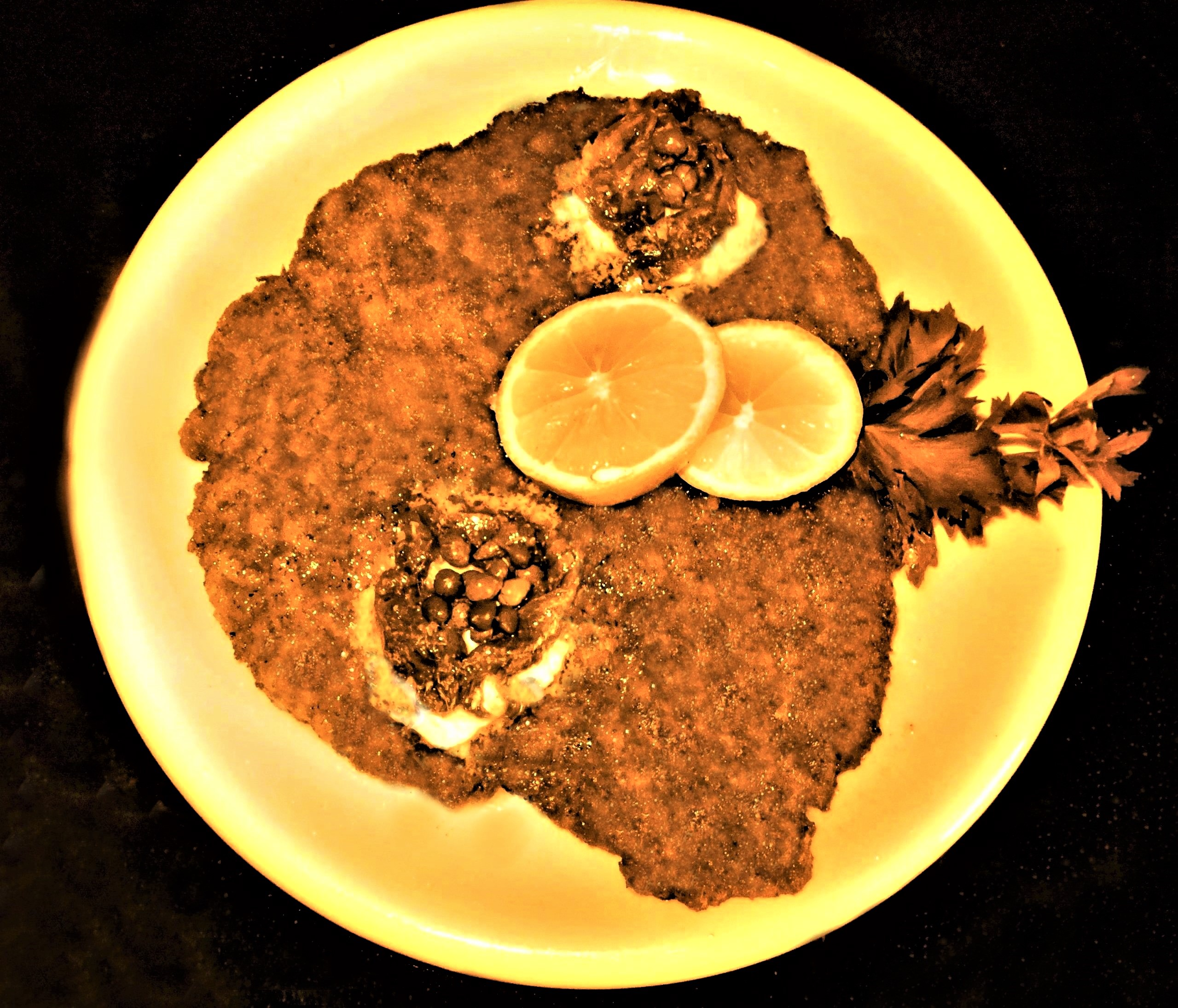
Șnițel vienez originar
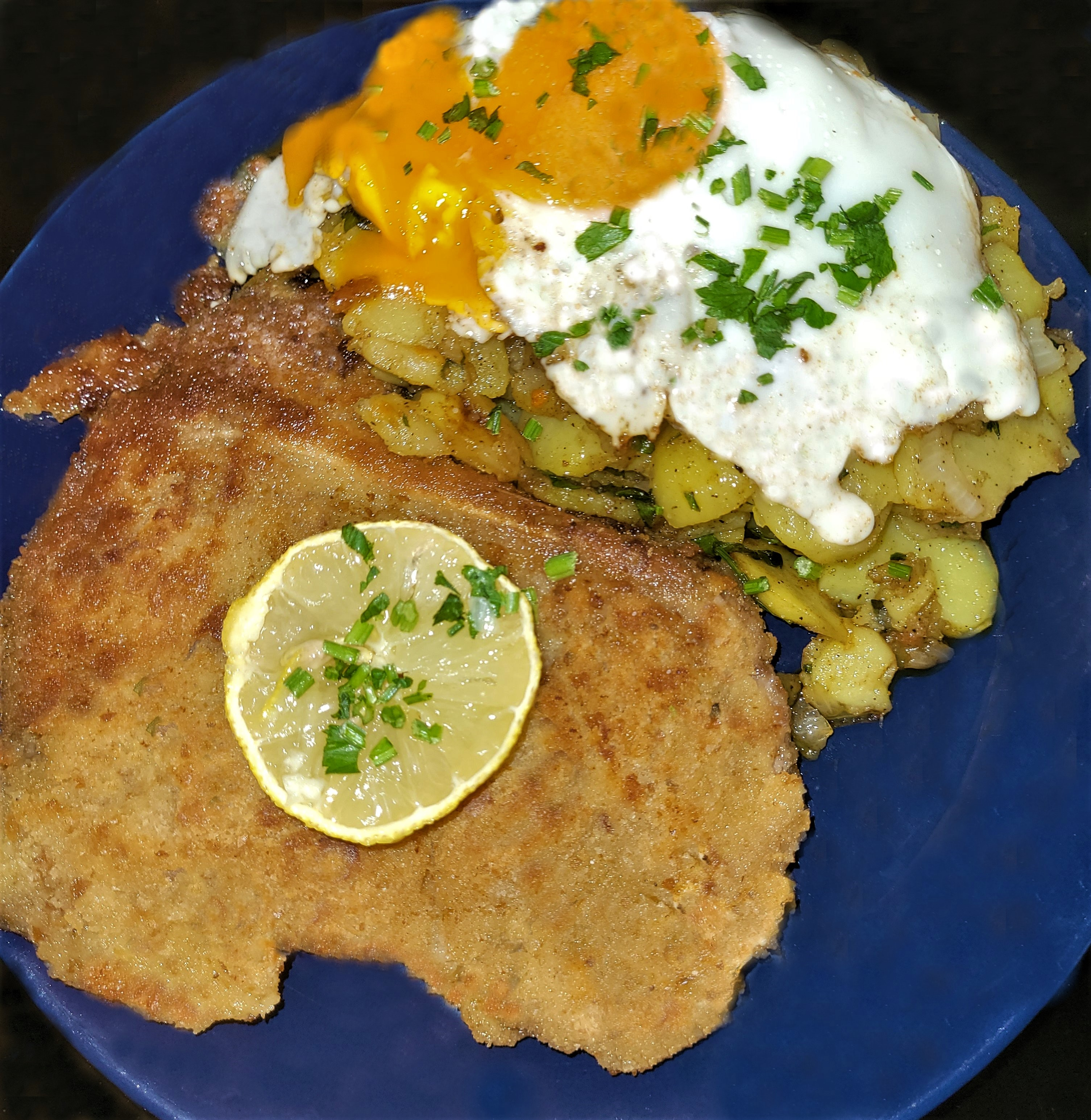
Cotoletta alla milanese
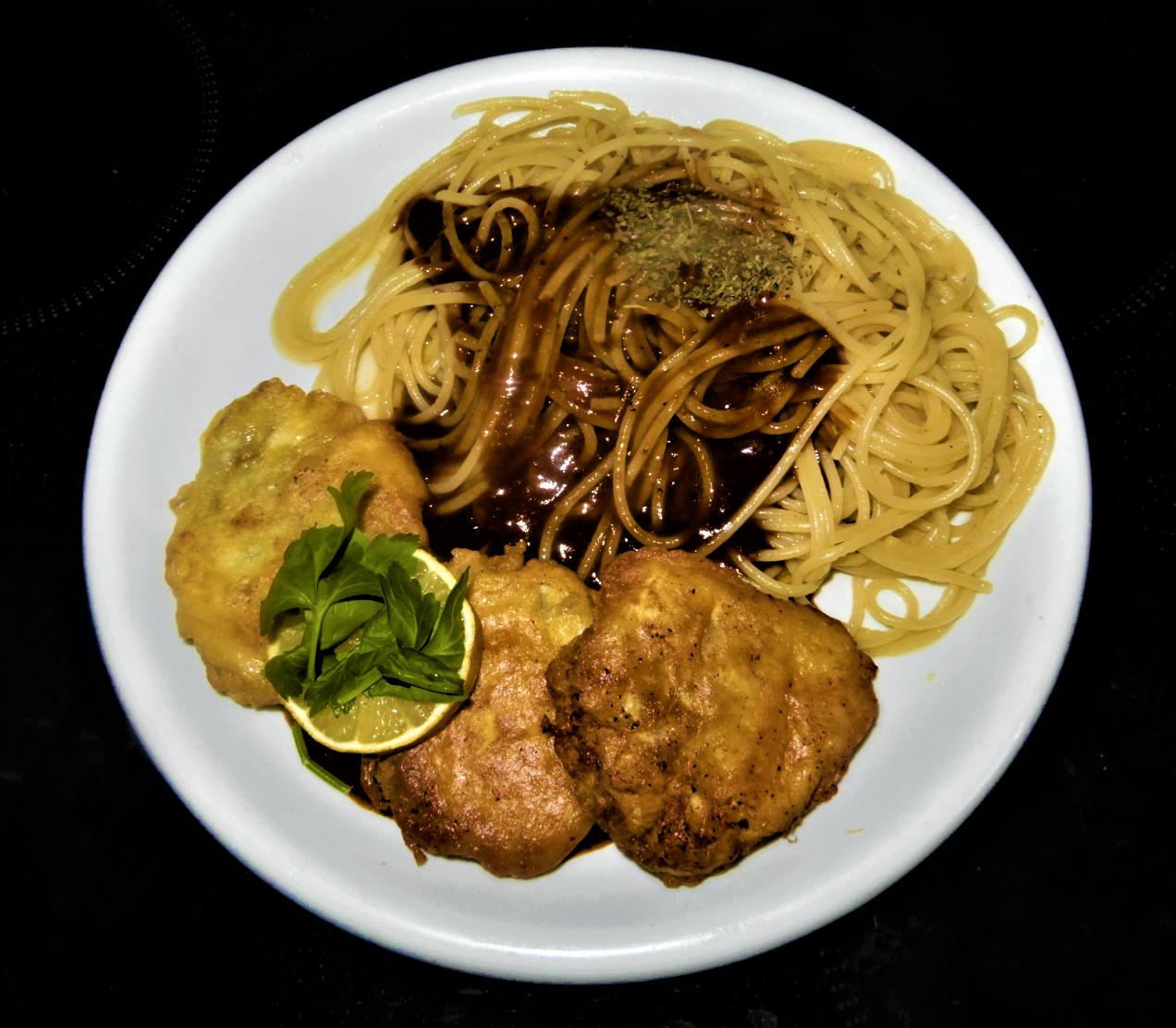
Piccata milanese
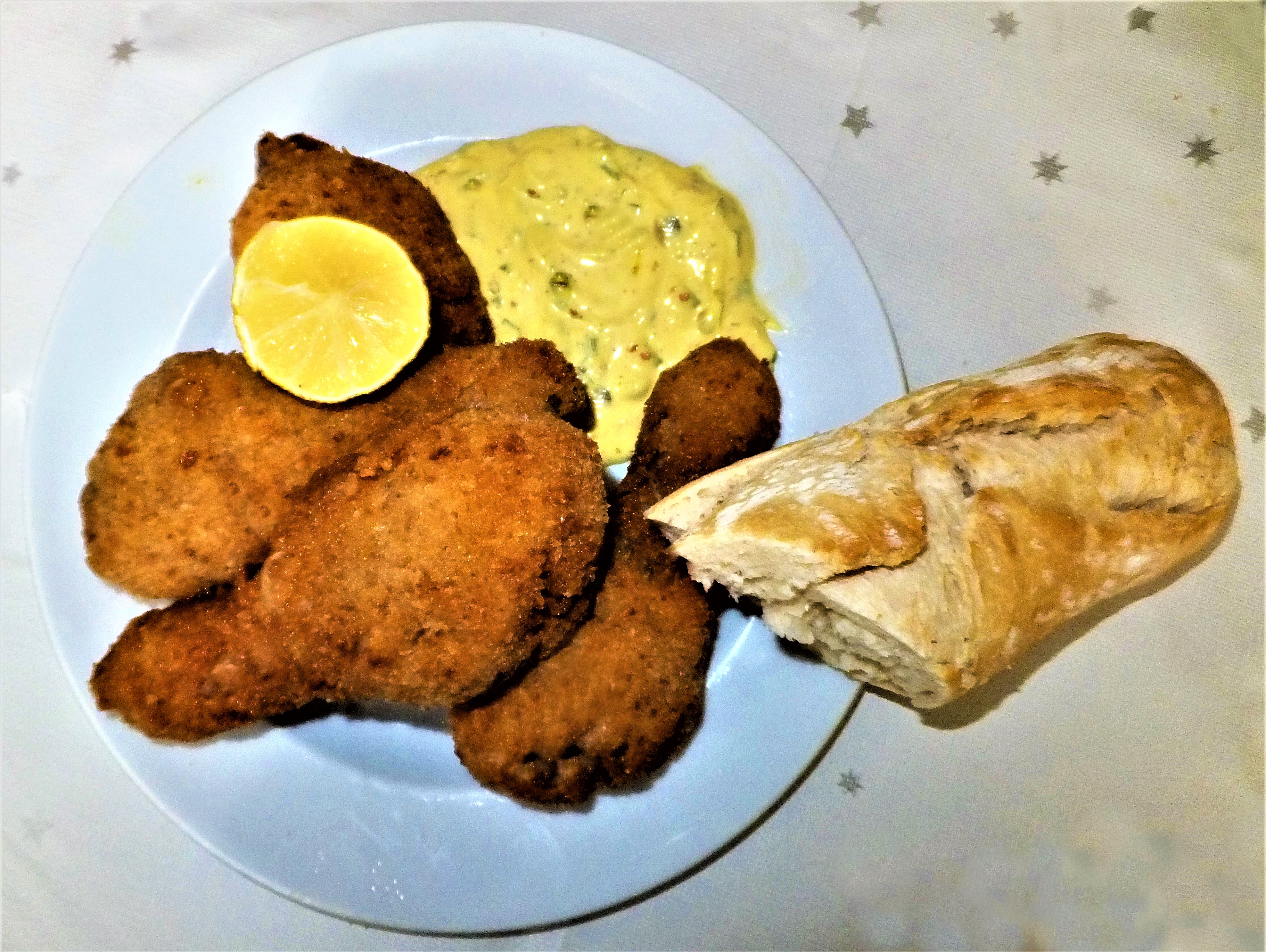
Wiener Backhendl
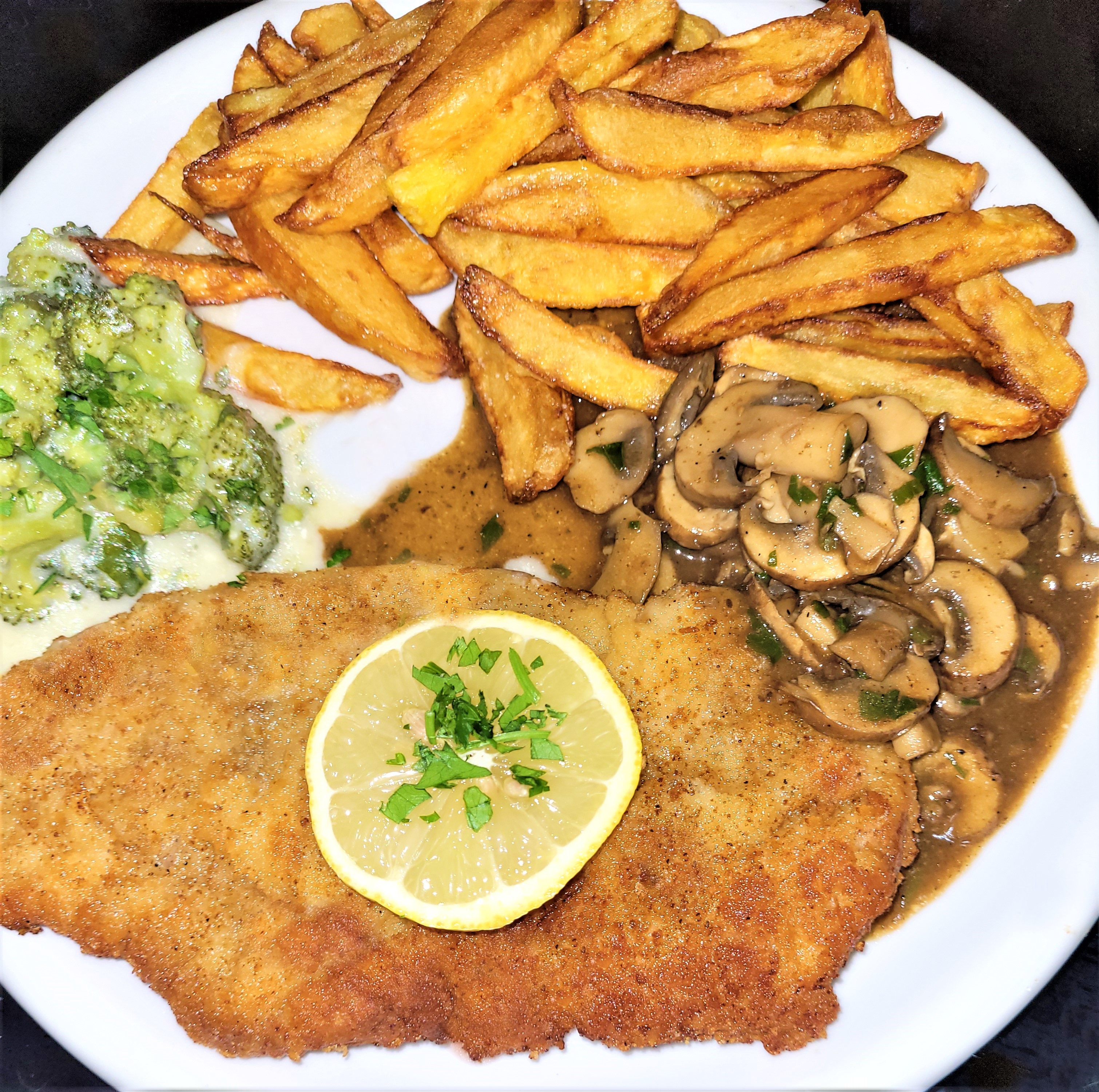
Șnițel din carne de porc